# AKG 어쿠스틱스

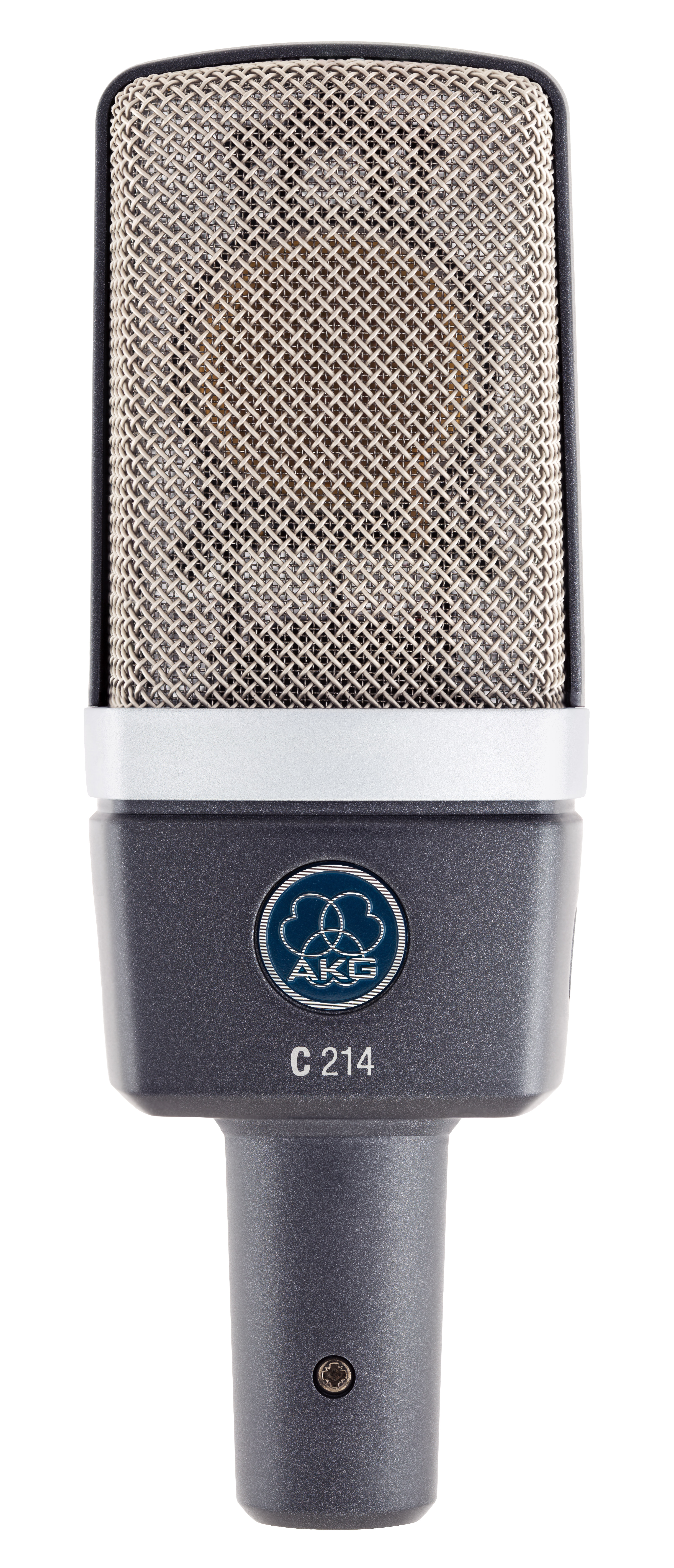
AKG C214 콘덴서 마이크로폰.

AKG 어쿠스틱스(AKG Acoustics, Akustische und Kino-Geräte Gesellschaft m.b.H)는 전문가 및 일반 소비자를 대상으로 하는 마이크로폰, 헤드폰, 무선 오디오 시스템, 관련 악세서리를 제조하는 오스트리아의 제조업체이다.

## 역사
이 기업은 오스트리아에서 운영하고 있으며, 1947년 두 명의 빈 사람 Dr. Rudolf Görike(물리학자)와 Ernst Pless(엔지니어)에 의해 설립되었다.

## 연표
- 1945년 - Rudolf Gorike, Ernst Pless는 전후 빈의 극장에 영화 장비를 제공하기 시작한다.[2]
- 1949년 - Gorike와 Pless는 AKG(Akustische und Kino-Gerate Gesellschaft m.b.H)를 설립한다.[1]
- 1949년 - AKG는 이어폰 제조를 시작한다[3]. (최초의 모델: K120 DYN)
- 1953년 - 세계 최초의 다이내믹 심장형 마이크를 선보인다.[2]
- 1955년 - 독일 지사를 설립한다.[3]
- 1985년 - 미국 지사를 설립한다. (캘리포니아주 로스앤젤레스 노스브리지)[3]
- 1991년 - 최초의 무선 마이크 WMS100, WMS900를 생산한다.
- 1994년 - 하만 인터내셔널의 일부가 된다.[3]
- 2006년 - C414 LTD 마이크의 60주년 한정판을 생산한다.[4]
- 2010년 - AKG 어쿠스틱스는 녹음 분야의 공로로 그래미상을 받는다. CEO Dinesh Paliwal이 회사를 대표하여 상을 받았다.[5]
- 2010년 - AKG는 헤드폰의 시그너처 라인 제조를 위해 퀸시 존스와 파트너십을 맺는다고 발표한다.[6][7]
- 2012년 - AKG는 티에스토의 이름으로 헤드폰 제조를 시작하기 위해 디스크 자키 티에스토와 파트너십을 맺는다고 발표한다.[8][9]
- 2016년 - 하만이 2017년 빈의 모든 설비를 종료하기로 결정한다.
- 2016년 - 하만이 삼성전자에 인수된다.

## 마이크
마이크 모델은 다음을 포함한다:
- D12E
- D130
- D19c
- D190
- D222
- D220
- D330
- D112
- C12
- C12VR
- C214
- C414
- C451
- C535
- D409
- D5
- C1000
- C2000
- C3000

## 헤드폰
- K 라인업
  - K50
  - K1000
  - K812
  - K701
  - K702
  - K240
  - K280 파라볼릭
- Q 라인업
  - Q701
- N 라인업
  - N60NC
  - N60NC Wireless
  - N400
- Y 라인업